# William Forsythe (coreografo)
William Forsythe (New York, 30 dicembre 1949) è un danzatore e coreografo statunitense.

## Biografia
Allievo alla Juilliard School, al Joffrey Ballet School e all'American Ballet Theatre School tra il 1967 e il 1973, in quest'ultimo anno entra come ballerino nel Balletto di Stoccarda su invito di John Cranko. A partire dal 1976 inizia la propria attività di coreografo con alcuni saggi coreografici come Love Songs su musica jazz (1979), presto estendendo le proprie collaborazioni anche ad altre compagnie in Germania, nei Paesi Bassi e in Francia, rivelandosi uno dei più significativi esponenti della coreografia contemporanea.
Dal 1984 al 2004 è stato direttore del Balletto di Francoforte, per il quale ha realizzato la maggior parte delle sue opere. Dal 1990 la compagnia ha potuto disporre di una seconda sede al Théâtre du Châtelet di Parigi. Nel 1992 ha vinto il Laurence Olivier Award per l'eccellenza nella danza. Nel 1999 ha affiancato inoltre la direzione artistica del Teatre am Turm.
Dal 2005 Forsythe ha dato vita a una propria compagnia scaturita dalla pluridecennale esperienza maturata al Balletto di Francoforte. La compagnia di Forsythe è "compagnia-residente" sia del Festspielhaus Hellerau a Dresda che al Bockenheimer Depot a Francoforte sul Meno.

## Coreografie principali
- Love Songs (1979)
- Gänge (1983)
- In the middle, somewhat elevated (1987)
- Behind the China Dogs (1988)
- Enemy in the Figure (1989)
- Limb's theorem (1990)
- The Loss of Small Details (1992)
- Eidos: Telos (1995)
- Sleeper Guts (1997)
- Quartett (1998), per Alessandra Ferri al Teatro alla Scala di Milano